# Jérôme Leroy
Jérôme Leroy (Béthune, 4 november 1974) is een Franse voetballer. Meestal speelt hij als middenvelder. Zijn huidige club is de Franse eersteklasser Evian Thonon Gaillard.

## Eerste keer Paris Saint-Germain en Stade Lavallois
Leroy begon zijn professionele voetbalcarrière bij de Franse topclub Paris Saint-Germain. Dit was in het jaargang 1994/1995. Daar kwam hij toen echter nog niet aan spelen toe en mede daardoor besloot PSG hem te verhuren aan een kleinere club, om daar ervaring op te doen. Uiteindelijk was het Stade Lavallois, dat destijds uitkwam in de Ligue 2, waarvoor Leroy uit zou komen in het opvolgende seizoen 1995/1996. Voor Laval kwam hij vaak in actie en was dus een van de belangrijkere spelers. Omdat hij goed presteerde bij Laval mocht Leroy het seizoen erop weer terugkeren bij Paris Saint-Germain. Voor Laval speelde hij in totaal 39 wedstrijden. Daarin wist hij vier keer te scoren.

## Tweede keer Paris Saint-Germain
Na zijn terugkomst van Laval aan het eind van het seizoen '95/'96 mocht Leroy zich weer melden bij Paris Saint-Germain. Daar kon hij deze keer wel op wedstrijdtijd rekenen. Leroy kwam redelijk vaak aan spelen toe en hielp zo onder andere mee met het bereiken van de finale van de Europacup II. Ondanks dat PSG diezelfde finale een jaar eerder had gewonnen ten koste van Rapid Wien ging het deze keer wel onderuit. Er werd met 1-0 verloren van FC Barcelona, door een doelpunt van Ronaldo. De seizoenen die zouden volgen zou Leroy ook vaak op het veld verschijnen en een rol spelen in het succes van Paris Saint-Germain. Daar kwam echter verandering in 1999. Toen kwam hij slechts zeven keer in actie en halverwege het seizoen werd hij dan ook verkocht aan een andere Franse club. In zijn tweede periode bij PSG speelde Leroy in totaal 73 wedstrijden, waarin hij tweemaal scoorde.

## Olympique Marseille
Na zijn teleurstellende start in het seizoen 1999/2000 nam Olympique Marseille Leroy over van Paris Saint-Germain. Bij de Zuid-Franse club kwam hij onder andere samen te spelen met Fabrizio Ravanelli en later ook met zijn ex-teamgenoot van PSG, Bruno N'Gotty. Zijn eerste volle seizoen bij Marseille, in 2000/2001, Leroy een vaste waarde voor L'OM. Hij speelde 29 wedstrijden en scoorde daarin viermaal. Het daaropvolgende seizoen was echter vergelijkbaar als zijn seizoen bij PSG, wat hem de overstap naar Marseille bracht. Hij speelde weinig en vertrok daardoor in de winterstop bij de club. In totaal speelde hij 47 wedstrijden voor Marseille, waarin hij zeven keer scoorde.

## Derde keer Paris Saint-Germain en En Avant Guingamp
Toen Leroy vertrok bij Olympique Marseille, bereidde hij zich voor op zijn derde periode bij de club waar het allemaal begon, Paris Saint-Germain. Opnieuw werd hij een belangrijke speler voor de club en speelde dan ook in het seizoen 2002/2003 32 wedstrijden voor de club. Het seizoen erop bleek er echter interesse te zijn van een nieuwe club van En Avant Guingamp. Die club had in het seizoen 2002/2003 verrassend goed gepresteerd en Leroy besloot naar die club vertrekken. In zijn laatste periode bij PSG speelde hij voor de club 48 wedstrijden en scoorde hij acht keer. Bij Guingamp hoopte men opnieuw een goede prestatie te leveren, maar als snel werd duidelijk dat de club moest vechten tegen degradatie. Uiteindelijk overleefde de club deze strijd net niet; ze hadden slechts één punt tekort op eveneens degradatiekandidaten Toulouse FC en SC Bastia. Omdat Leroy op het hoogste niveau wilde blijven spelen verliet hij Guingamp al na één seizoen. Voor de club scoorde hij vijf keer in 28 wedstrijden.

## RC Lens en Beitar Jerusalem
Leroy koos na zijn vertrek bij En Avant Guingamp RC Lens uit om bij te gaan voetballen. Hier groeide hij weer uit tot een basiskracht. In de winterstop van zijn tweede seizoen bij de Noord-Franse club besloot hij onverwachts Lens te verlaten en maakte de verrassende overstap naar Beitar Jerusalem, een Israëlische subtopper. Voor Lens speelde hij een totaal van 48 wedstrijden, waarin hij drie keer trefzeker was. Alhoewel Leroy slecht een half jaar uitkwam voor Beitar Jerusalem, waren de fans zeer enthousiast over hem. Zelfs Israëlische sportcommentatoren konden niet bevatten dat een speler met zoveel techniek speelde in hun competitie. Mede dankzij Leroy haalde Beitar dat seizoen de derde plaats in de competitie. Daarna verliet hij echter de club wel om weer te gaan spelen in Frankrijk. Voor Beitar Jerusalem speelde Leroy bij elkaar vijftien wedstrijden, waarin hij twee keer scoorde.

## FC Sochaux-Montbéliard en Stade Rennais
Alhoewel Leroy na zijn vertrek bij Beitar Jerusalem een tijdje met Vitesse meetrainde, besloot hij in het seizoen 2006/2007 uit te komen voor FC Sochaux-Montbéliard. Dit bleek een goede keuze, want bij de club was hij een belangrijke speler. Tevens wist hij met de Sochaux de Coupe de la Ligue van dat jaar te bemachtigen. Desalniettemin besloot hij na één seizoen de club toch de rug toe keren en vertrok hij naar Stade Rennais. Voor Sochaux speelde Leroy dertig wedstrijden. Daarin maakte hij drie goals. Leroy speelde van 2007 tot 2011 voor Stade Rennais. In totaal speelde hij 152 wedstrijden, waarin hij 19 keer kon scoren.

## Evian Thonon Gaillard
Op 5 juli 2011 tekende Leroy een contract voor één seizoen bij Evian Thonon Gaillard FC, die in het seizoen 2011-2012 voor het eerst in haar geschiedenis in de Ligue 1 uitkomt.

## Erelijst
- Vice-kampioen Ligue 1: 1997 (Paris Saint-Germain)
- Vice-kampioen Europacup II: 1997 (Paris Saint-Germain)
- Coupe de la Ligue: 1998 (Paris Saint-Germain)
- Trophée des Champions: 1998 (Paris Saint-Germain)
- Coupe de France: 1998 (Paris Saint-Germain), 2007 (FC Sochaux-Montbéliard)
- Vice-kampioen Coupe de France: 2003 (Paris Saint-Germain)
- Intertoto Cup: 2005 (RC Lens)
- Speler van de Maand: augustus 2005 (RC Lens), oktober 2007 (Stade Rennais)